# Скалицева смуга
Скалицева смуга — вузька (шириною в кілька кілометрів), смуга низьких гір в Карпатах, яка простягається на заході по Мармароську котловину на сході її відділяють внутрішні і вулканічні Карпати від зовнішніх Бескидів.
Скалицева смуга відзначається надзвичайно складною геологічною будовою; вона складається головним чином із м'яких мерґелів і флішу крейдяного та палеогенового періоду, серед яких є тверді й високі юрські вапнякові мальовничі скалиці.
На українській етнічній території Скалицева смуга становить більший простір на заході — так звані Малі Пєніни з найвищою вершиною Високі Скалки (1 052 м).